# Ранко Р. Радовић
Ранко Радовић (Бијело Поље, 7. јануар 1952 — Бијело Поље, 30. јул 2023) био је српски песник и књижевник.

## Биографија
Ранко Радовић рођен је у Брези, код Бијелог Поља, 7. јануара 1952. године. Ту се школовао и запослио као новинар у фабричком листу Вунарског комбината.
У марту 1993. године преселио се у Канаду где је био активан као песник у тамошњој српској заједници при Епархији канадској. Уочи референдума о независности Црне Горе 2006. године, о свом трошку је дошао у Бијело Поље да гласа за опстанак заједничке државе.
Збирке су му превођене на више страних језика. Био је члан Српске књижевне задруге и Удружења књижевника Србије, Републике Српске и Црне Горе. Добитник је више повеља, признања и награда у земљи и иностранству.
Преминуо је 30. јула у Бијелом Пољу после изненадног можданог удара на традиционалном скупу братства Радовића из Доње Мораче. Сахрањен је 1. августа 2023. године на Ђапановом Гробу у Бањем Селу код Бијелог Поља. Опело су служили Митрополит црногорско-приморски Јоаникије и Епископ будимљанско-никшићки Методије уз саслужење свештенства и свештеномонаштва Митрополије црногорско-приморске и Епархије будимљанско-никшићке.
Имао је три сина: свештеника Ивана, гуслара Мирка и бизнисмена Зорана.

## Дела
- Христаниште (2002)
- Вајање светлости (2003)
- Њежје (с поговором Душка Бабића, 2007)
- Страхор (2011)
- Евиност (2011)
- Сретиље (2020)
- Рв (2022)
- Вијенци сунца (2022)